# Auric Goldfinger
Auric Goldfinger è un personaggio immaginario e il principale antagonista nel romanzo di James Bond di Ian Fleming del 1959, Missione Goldfinger, e nel film omonimo del 1964. 
Il suo nome, Auric, è un aggettivo che indica "oro". Fleming scelse il cognome per commemorare l'architetto ungherese Ernő Goldfinger, che aveva costruito la sua casa a Hampstead, vicino a quella di Fleming; è possibile, anche se improbabile, che non gli piacesse lo stile architettonico di Goldfinger e la distruzione delle terrazze vittoriane e decise di dargli il suo nome a un cattivo memorabile. Secondo un articolo di Forbes del 1965 e del New York Times, Goldfinger era basato sul magnate dell'oro Charles W. Engelhard, Jr.
Auric Goldfinger è stato interpretato dall'attore tedesco Gert Fröbe. Quest'ultimo, che non parlava bene l'inglese, è stato doppiato nel film dall'attore inglese Michael Collins.
(Bond e Goldfinger in una famosa sequenza del film Agente 007 - Missione Goldfinger)

## Biografia
Come molti personaggi del mondo di 007, Goldfinger viene rappresentato in modo leggermente diverso tra il libro e il film.
Nella versione cartacea viene descritto come un uomo coi capelli rossi e gli occhi azzurri di origini ebraiche che tiene molto all'abbronzatura; ha circa quarantadue anni e nel 1937, all'età di venti anni, fuggì dalla Lettonia. È un uomo molto ricco, la cui fortuna è basata sull'oro, e lavora come tesoriere della SMERSH, l'organizzazione criminale nemica di Bond, mentre nella vita normale lavora come gioielliere. Come arma usa una pistola d'oro con la quale uccide le sue vittime piantando una pallottola nel loro occhio destro. 
Goldfinger è ossessionato dall'oro, al punto da avere fotografie erotiche dorate e far dipingere le sue amanti d'oro dalla testa ai piedi per poter fare l'amore con l'oro (lascia un'area vicino alla colonna vertebrale non verniciata per permettere alla pelle di respirare, ma per uccidere Jill Masterton, dipinge anche quest'area, come anche rappresentato nel film). È anche un gioielliere, un metallurgo e un contrabbandiere. 
Quando incontra per la prima volta Bond a Miami Beach, Goldfinger afferma di essere agorafobico, ma questa è una sua tattica per permettergli di imbrogliare Junius du Pont durante una partita di Canasta a due, facendosi aiutare in segreto da Jill Masterson. Bond scopre come Goldfinger stava gestendo la situazione e lo ricatta. Questo episodio dimostra anche che Goldfinger è infinitamente avido, poiché qualsiasi somma possa guadagnare con questo elaborato imbroglio è insignificante rispetto a ciò che già possiede. Goldfinger è anche un appassionato giocatore di golf, ma è noto anche nel suo club per essere un baro. Quando Bond organizza una partita con Goldfinger, Bond lo inganna facendogli giocare la palla sbagliata all'ultima buca, costandogli la partita. Goldfinger prova un sadico piacere nell'uccidere i suoi nemici, cosa che fa in modi elaborati. Ciò viene mostrato quando tenta di uccidere lentamente un Bond catturato tagliandolo con un laser e, più tardi, quando usa il gas nervino per giustiziare un gruppo di gangster che aveva invitato nel suo ranch. 
La sua morte avviene in un aereo col quale vuole portare Bond a Cuba per vendicarsi ma, in un confronto corpo a corpo, l'agente lo strangolerà a mani nude uccidendolo.
Nel film Goldfinger appare invece come un uomo con i capelli biondi ed è descritto come un multimilionario gioielliere internazionale e contrabbandiere di oro; della sua cricca fanno parte alcuni dei più famosi scagnozzi dell'universo di 007 come il suo nerboruto servitore, Oddjob, un coreano mostruosamente forte che elimina spietatamente ogni minaccia agli affari del suo datore di lavoro, e la sua affascinante pilota di aerei Pussy Galore. La sua morte avviene anche qui a causa di uno scontro corpo a corpo con Bond in aereo, ma in questo caso è dovuta alla sua caduta dal velivolo dopo che, nella colluttazione, esplode un colpo con la sua pistola che manda in frantumi un oblò depressurizzando la cabina.
Nel libro il suo piano criminoso prevede lo svaligiamento totale di Fort Knox mentre nel film intende far detonare una bomba sporca all'interno del deposito aureo così da renderlo inutilizzabile per 58 anni (secondo accurati calcoli matematici) e far salire in modo spropositato il valore dell'oro in suo possesso.

### Modelli reali
Fleming si ispirò per il personaggio a diverse persone reali: Pedro José Lobo, importante imprenditore di Macao, all'epoca dell'incontro con l'autore ancora colonia portoghese e a Charles W. Engelhard Jr., magnate americano dei metalli. Quest'ultimo riusciva a commerciare con le miniere d'oro del Sudafrica, nonostante le sanzioni all'epoca in vigore contro l'apartheid, trasformando il materiale in monili e statuette, che in quanto opere d'arte, sfuggivano all'embargo. Il cognome del personaggio venne invece preso dall'architetto di origine ungherese Enro Goldfinger, poco amato da Fleming per la realizzazione a Londra nel quartiere di Hampstead dell'edificio del National Trust, al posto delle terrazze vittoriane. L'architetto citò in giudizio l'autore e l'editore Jonathan Cape.

## Accoglienza
Nel 2003 è stato posizionato al 46º posto tra i 50 più grandi cattivi cinematografici degli ultimi 100 anni, battendo altri antagonisti di 007 come Dr. No, Max Zorin, Emilio Largo e Ernst Stavro Blofeld.

## Parodie
Il personaggio di Bob Fingher, comparso nella prima storia a fumetti in due parti della saga Disney Le storie della P.I.A. intitolata proprio Paperino missione Bob Fingher, è in tutto e per tutto una parodia di Goldfinger. Un'altra parodia del personaggio è nella storia Topolino 007 Missione Goldelicious presentata negli albi 1721 e 1722
Nel film Austin Powers in Goldmember il villain si chiama Goldmember (traducibile in italiano come membro d'oro), personaggio caricaturale chiaramente ispirato a Goldfinger (dito d'oro).